# قوات دفاع أمبازونيا
قوات دفاع أمبازونيا (بالإنجليزية: Ambazonia Defence Forces)‏ هي القوات العسكرية لدولة أمبازونيا، وهي دولة مستقلة معلن عنها في منطقة جنوب الكاميرون الناطقة بالإنكليزية، الكاميرون. وهي الجناح العسكري «الرسمي» للحركة الانفصالية الأمبازونية، ورغم وجود ميليشيات مستقلة أخرى أصغر حجما، فإنها تميل إلى التعاون الوثيق مع قوات دفاع أمبازونيا إذا لم تكن قادرة على استيعابها بالكامل.
ما فتئت قوات دفاع أمبازونيا تكافح حرب العصابات ضد القوات المسلحة الكاميرونية في الجزء الناطق بالإنكليزية من البلد منذ سبتمبر 2017. وهي تدعي أن لديها 3,500 جندي تحت قيادتها، موزعين على 60 قاعدة في جميع أنحاء جنوب الكاميرون. هم أدنى من الناحية العددية ومن الناحية المادية من خصمهم، ويعتمدون على هجمات الكر والفر والكمائن والغارات، مستفيدين من إلمامهم بالتضاريس. وتهدف قوات دفاع أمبازونيا إلى زيادة تكلفة وجود الكاميرون العسكري في المنطقة عما يحصل عليه البلد من أرباح. وأقرت السلطات الكاميرونية بأنها ليست لديها سوى القليل من السيطرة خارج المدن في جنوب الكاميرون؛ وفقا لما ذكره صحفي أجنبي قضى الوقت مع قوات دفاع أمبازونيا، يرجع ذلك في جزء منه إلى ضعف البنية التحتية في المنطقة، بما يجعل من الصعب على الجيش أن يلاحق رجال حرب العصابات.